# ロバート・ジョンソン
ロバート・リロイ・ジョンソン（Robert Leroy Johnson、1911年5月8日 - 1938年8月16日）は、アメリカ合衆国のミュージシャン、歌手、ソングライター。アフリカ系アメリカ人。伝説的なブルース歌手として知られ、その後のブルース・ミュージシャンのみならず、ロックやブルース・ロックのミュージシャンに多大な影響を与えた。
また、27歳で急死したミュージシャン(所謂27クラブ)の一人としても有名である。
「ローリング・ストーンの選ぶ歴史上最も偉大な100人のギタリスト」において2003年は第5位、2011年の改訂版では第71位。

## 生涯

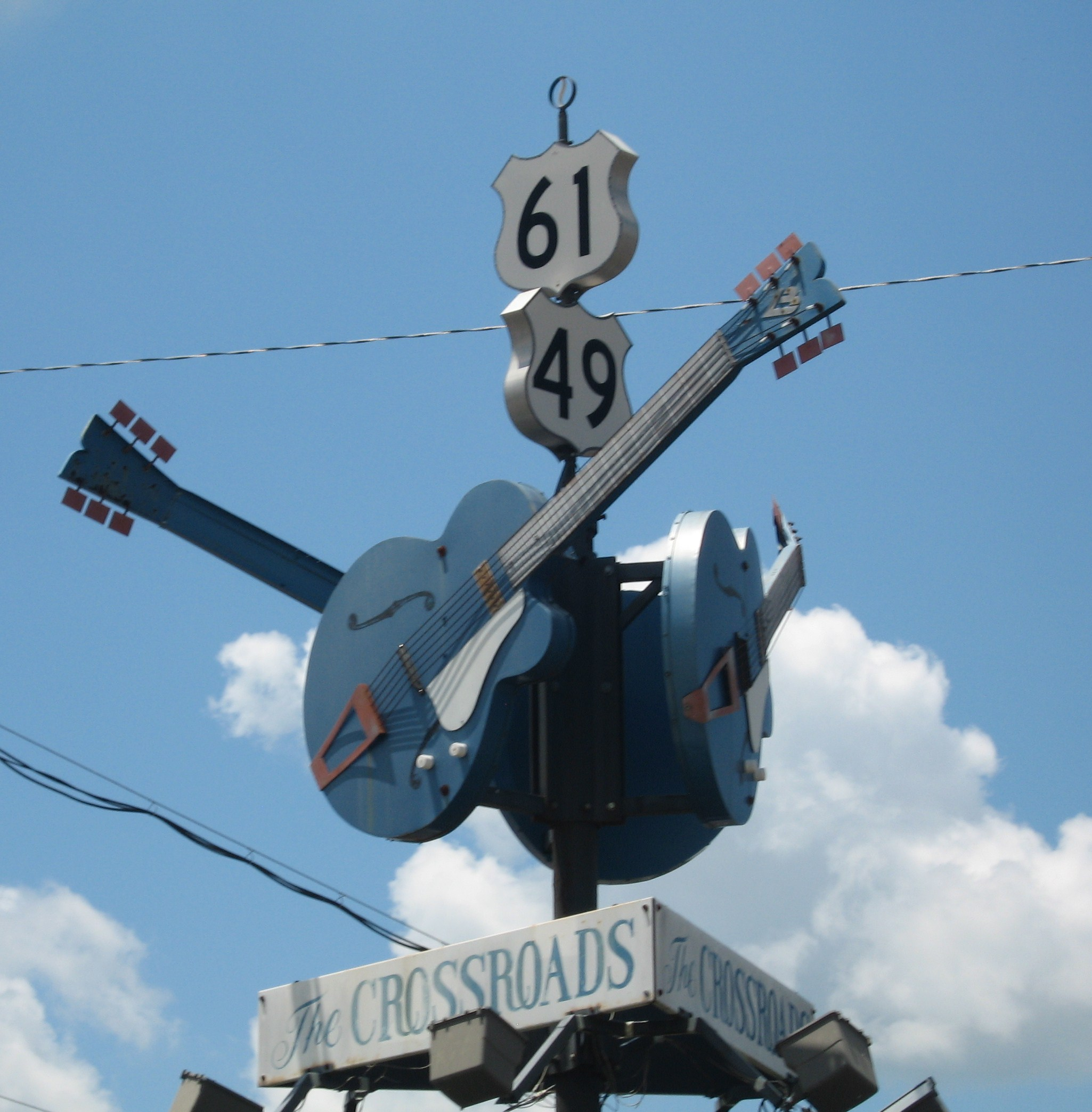
ミシシッピ州クラークスデールに位置する国道61号線と49号線が交わる十字路。ここでジョンソンはブルースのテクニックのために悪魔に魂を売り渡したと言われている。

1911年5月8日、ジョンソンはミシシッピ州ヘイゼルハースト に生まれた。父親はチャールズ・ドッズ・ジュニア、母親ジュリア・ドッズだったが、ジョンソンは実は母親の浮気相手ノア・ジョンソンとの間に生まれた子供だった。1913年、ジョンソンは母に連れられてテネシー州メンフィスに移住し、ドッズと生活を始めた。ジョンソンはメンフィスのカーネス・アヴェニュー黒人学校に通い、音楽へ強い関心を寄せるようになった。一方で、1919年から1920年までにジョンソンはアーカンソー州ルーカス・タウンシップに移り、母と再婚したウィル・ウィリスと暮らすようになった。ジョンソンと家族は間も無くミシシッピ・デルタ域内であるミシシッピ州ロビンソンビルに移住し、プランテーションで働いた。ジョンソンはロバート・スペンサーを名乗ってチュニカ・インディアン・クリーク・スクールに1927年まで学ぶなど、当時の黒人としては十分な教育を受けることができた人物であった。またこの頃、母から実父の存在を教えられた彼は、ジョンソン姓を名乗るようになった。この頃、ジョンソンはロビンソンビルでは卓越したハーモニカ奏者として知られていたが、一方で彼のギター演奏は酷いものであったという。1929年、まだ16歳だったヴァージニア・トラヴィスと結婚。ヴァージニアは身篭るが、翌1930年、出産の際に子供とともに死去した。その後、ジョンソンは恐らく実父を捜すためにロビンソンビルを離れ、しばらくして戻ってきた。当時ロビンソンビルに居住していたブルース・ミュージシャンのサン・ハウスは、帰ってきたジョンソンのギター演奏技術が格段に上達していたことに驚いたという。
1932年から、ジョンソンはアコースティック・ギター一本でブルースを弾き語りして、ミシシッピ州を渡り歩き、1936年からはジョニー・シャインズを伴ってシカゴ、ルイビル、ニューヨーク、インディアナポリス、カナダにまで出かけた。当時の聴衆は、ジョンソンの演奏技術が巧みなのに驚き、十字路で悪魔に魂を売り渡して、その引き換えに技術を身につけたという伝説を広めた。これがジョンソンにまつわる「クロスロード伝説」である。一方で、ジョンソンはカントリー・ミュージックやジャズにも関心を寄せており、路上演奏の際には聴衆の要望に応えてブルース以外の楽曲を歌う事もあった。
1936年、ミシシッピ州ジャクソンに滞在していたジョンソンは、知り合った雑貨店を経営する男性からARCレコードのドン・ローを紹介された。11月、テキサス州サンアントニオに赴き、ホテルの一室で3日間かけて16曲を録音した。1937年6月には二度目の録音のためにダラスに赴き、スタジオで13曲を残している。ジョンソンが生涯で記録した楽曲は、この2回の合計29曲（59テイク残したが、現存するのは42テイク）だけである。当時の南部の黒人社会では、チャーリー・パットンやブラインド・レモン・ジェファーソンの方が人気があり、ロバート・ジョンソンは無名な存在だったという。
1938年8月16日、27歳で死去。死因について、ジョンソンの妹は病死だったとしているが、定かではない。また、ミシシッピ州グリーンウッドで出演していたクラブの経営者の妻と不倫したジョンソンに夫が激怒し、毒を混ぜたウイスキーをジョンソンに飲ませて毒殺した説や、先天性梅毒に感染していたなど諸説ある。ジョンソンが亡くなったミシシッピ州グリーンウッドの役場に提出された死亡届には、死因に「No Doctor」とだけ記載されている。その年の暮れ、その事実を知らなかったプロデューサーのジョン・ハモンドがカーネギー・ホールでの開催を予定していた「スピリチュアル・トゥ・スウィング・コンサート」にジョンソンを出演させるため捜索したが、すでに亡くなっていた。ジョンソンの死は公にされず、30年後に音楽学者のゲイル・ディーン・ワードローによってその消息が発覚した。

## 没後の作品リリース
1961年にジョンソンの音源がアルバム『King of Delta Blues Singers』として発売され、ジョンソンの音楽は再び注目を集めるようになった。1989年には初めてジョンソンの写真が公開され話題を呼んだ。そして翌1990年には、これまで未発表だった別テイクも収録した『The Complete Recordings』が発売された。このジャケットに使われていた写真は前年公開されたものとは別のもので、これもここで初めて披露されたものであった。
2011年には、ジョンソンの生誕100年を記念する形で『The Complete Recordings』をリマスターした『The Centennial Collection』が発売された。ここにはそれまで未発表だった「Traveling Riverside Blues」の別テイクが収録された。

## 新たな写真の発見騒動
2007年、ジョンソンがミュージシャンのジョニー・シャインズと共に写っているとされる写真が発見された。これは既に知られていた2枚の写真に続く3枚目の写真か、と話題になり、いったんは2013年2月に法医学画の専門家、ルイス・ギブソンによって「ジョンソン本人であると考えられる」とされた。しかし、複数の歴史学者がこの発表に異議を唱える事態となった。
歴史学者たちは法人類学者による再度の鑑定を経て2015年、「この写真がジョンソンであるとする主張を裏付ける実質的な証拠は存在しない」と宣言した。そこに名を連ねているのは、前述のワードローを含む49人のブルースの歴史学者らであった。現在はこの写真は「vanity fair photo (虚構の世界の写真)」などと称され、もう一人の人物に関してもジョニー・シャインズではなく、別人との評価が定着している。
2020年、ジョンソンと幼少期をメンフィスで過ごした義妹、アニエ・アンダーソンがジョンソンとの思い出を綴った「Brother Robert: Growing Up With Robert Johnson」を出版。その表紙を飾ったのは、ジョンソンの写真としては3枚目となる未公開の写真だった。彼女が個人的に保管していたもので、著書の中で彼女は写真を撮った時の状況についても克明に語っている。

## ディスコグラフィ
- The King of Delta Blues Singers （1961年、Columbia）
- The King of Delta Blues Singers, Vol. 2 （1970年、Columbia）
- 『コンプリート・レコーディングス』 - The Complete Recordings （1990年、Columbia/Legacy）（第33回グラミー賞（最優秀ヒストリカル・アルバム））
- The Centennial Collection （2011年、Columbia/Legacy）

## 映画
ウォルター・ヒル監督の映画「クロスロード」は、ロバート・ジョンソンと十字路の伝説をモチーフにしている。

## ポップカルチャー
- 平本アキラの漫画『俺と悪魔のブルーズ』はロバート・ジョンソンをモデルにしたRJが主人公となっている。

## 書籍
- トム・グレイブス『ロバート・ジョンソン:クロスロード伝説』（2008年11月25日、白夜書房、翻訳：奥田祐士）ISBN 978-4861914812